# Fanning-szigeti rajtaütés

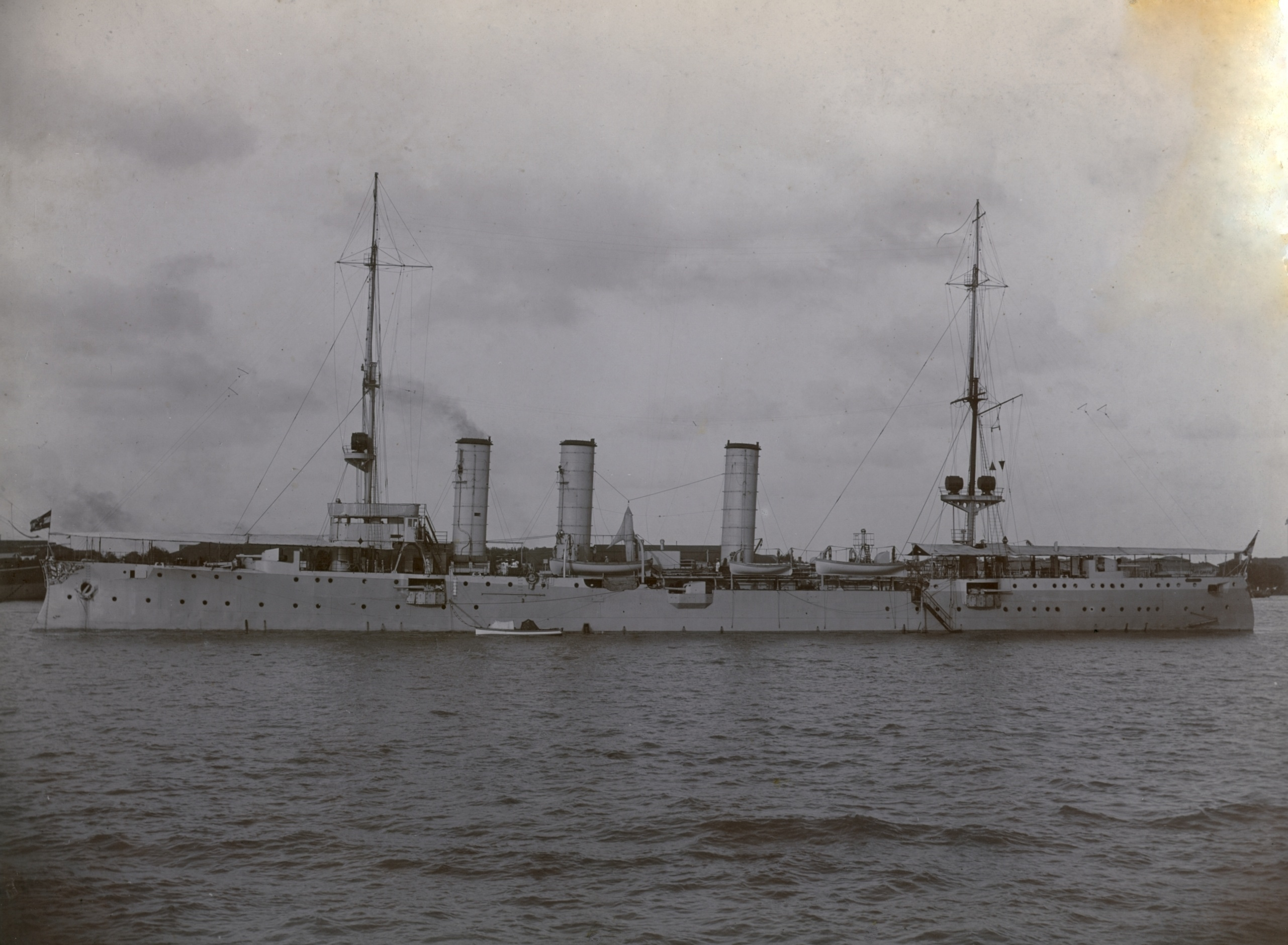
SMS Nürnberg

A fanning-szigeti rajtaütés egy rövid tengeri hadművelet volt az első világháború elején, 1914. szeptember 7-én, melynek során a német Nürnberg könnyűcirkáló és a Titania segédcirkáló átmenetileg megszakították az Ausztráliát Kanadával összekötő kommunikációs kapcsolatot a Csendes-óceánon lévő Fanning-szigeten (mai nevén: Tabuaeran, Kiribati) lévő állomás megtámadásával.

## Előzmények
A háború kitörése után Spee tengernagy a Kelet-ázsiai Hajórajával (Ostasiengeschwader) a Távol-Keleten kialakult nyomasztó brit-francia-orosz-japán tengeri fölény miatt Dél-Amerika felé vette az útját. Szeptember elején a tengernagy két külön megbízást adott a Nürnberg könnyűcirkálónak. Előbb Honolulut kellett felkeresnie, ahol üzeneteket kellett feladnia illetve vételeznie, majd innen visszatérve a hajó parancsnoka, von Schönberg sorhajókapitány Spee tengernagytól a brit kézen lévő Fanning-szigeten lévő kommunikációs állomás kiiktatására kapott szóbeli parancsot, mely – nagyjából – a következőképpen hangzott:
„A Nürnberg a Titaniával különválik [a hajórajtól] az ausztrál-kanadai kábel Fanning állomás melletti megszakításához. Önnek szeptember 7-én napkeltekor Fanning előtt kell állnia, a Titaniának 10 mérfölddel Ön mögött. Először meg kell bizonyosodnia arról, hogy vannak-e ellenséges erők Fanningnél. Jelentősen gyengébb egységeket (segédcirkálók, P-osztályú cirkálók) le kell küzdeni, más jellegű ellenséges erők elől délkelet-keleti irányba kell visszavonulni. Utóbbi esetben a Nürnberg által értesített Titania északi irányba tér ki addig, míg rádióhívást nem kap. A zöm szeptember 7-én délelőtt 6 órakor délkelet-keleti irányban fog állni Fanningtől 40 tengeri mérföld távolságra, itt várja a hírt, hogy Fanningnél található-e ellenség vagy sem. Amennyiben nincs ott ellenség, akkor a Titaniát rendelje magához. A Titania elvágja a kábelt, a kábelvégeket lehetőleg messze vontassa ki a tengerre; a Nürnberg tegyen partra embereket, rombolja le az állomást, adott esetben a kábelfektető gőzöst pusztítsák el, tegyen jelentést a hajórajnak. Kedvező időjárás esetén a vállalkozást már az éjszaka folyamán meg lehet kezdeni. A zöm szeptember 7-én délután 5 órakor a Karácsony-szigetnél szándékozik horgonyozni.”

## A rajtaütés
Szeptember 6-án 17:00-kor a Nürnberg a kábelvágó felszereléssel ellátott Titaniával elhagyta a hajórajt Fanning irányába. A sziget tisztviselői számos üzenetet kaptak Honoluluból, melyek a Nürnberg és a Leipzig ottani szeneléséről adtak hírt és ebből tudták, hogy az egyikük felbukkanása valószínűsíthető. Egy helyi bennszülött lakost már két héttel a támadás előtt megbíztak azzal, hogy éjszakánként őrt állva adjon értesítést az észlelt hajókról.
Szeptember 7-én 04:30-kor ez a bennszülött értesítette Alfred Smith szuperintendánst és egy másik tisztviselőt egy nagy gőzhajó közeledtéről. Három tisztviselő a riasztásra 05:00-kor legyalogolt a rakpartra, de az őrszem azt jelentette, hogy az észlelt gőzhajó közben a South Pointot megkerülve eltűnt. A tisztviselők úgy vélték, hogy egy eltévedt hajóról lehet szó és visszatértek a szállásaikra.
Az egyik tisztviselő 06:00-kor visszatért a rakpartra és épp láthatta a nagy, háromkéményes cirkáló felbukkanását a távolban. A közeledő hajón a rakpartról nézelődők francia csúcszászlót pillantották meg, amire a brit lobogó felvonásával válaszoltak, majd egy küldöncöt küldtek a többi tisztviselőhöz, hogy tudassa velük, a közeledő cirkáló francia. A cirkáló a kikötőhely bójájához hajózott, majd leeresztett egy felfegyverzett tengerészekkel teli, géppuskával ellátott csónakot. A parton állók ekkor rájöttek, hogy megtévesztették őket, de mielőtt bármit is tehettek volna, a németek már a parthoz értek. A hat bámészkodóra egy pillanattal később már fegyvert is fogtak és az egyik tiszt így kiáltott rájuk: „Kezeket fel, Önök a foglyaim!”
Ezután hozzáláttak az állomás lerombolásának. Pár másodperc alatt használhatatlanná tették a generátort és az épületeket körbevették. A még alvó alkalmazottakat az akkumulátorok tönkretételének zaja ébresztette fel. Ahogy kimentek utánajárni honnan származik a zaj, fegyverüket rájuk szegező németekbe botlottak. A szolgálatban lévőknek még épp sikerült kábelen a suvai állomást értesíteniük a támadásról egy rövid üzenettel: „A Nürnberg az; lőnek!” ("It's the Nürnberg; they are firing.") Egy tiszt és néhány embere ekkor rontott be a helyiségbe és a kezelőket foglyul ejtették. Az egész mindössze hat percig tartott és ez alatt az összes tisztviselőt foglyul ejtették. A németek ezután fejszét ragadtak és a híradóállomást és az akkumulátorokat teljesen tönkretették velük.
A közben útnak indított második német csónakon újabb fegyveresek érkeztek és partraszállásuk után a foglyoknak már engedélyezték a szabad mozgást. A generátort a német lövések már korábban leállították és ekkor előkészítették a felrobbantását. A briteket felszólították, hogy távolodjanak el, majd röviddel rá két nagy robbanással megsemmisítették a berendezést. A gépterem tetejét összezúzta a robbanás, a falai pedig megrepedeztek. A gépek javíthatatlanul megrongálódtak. A motor olaja lángra kapott, de hamarosan kihunyt. A távírókábel partra futó végeit a gépteremhez hasonló módon semlegesítették. A zászlórudat kidöntötték és kisebb darabokra vágták. Röviddel ezután füst volt észrevehető a North Point felé, ahol a nagyméretű Titania tűnt fel.
A németek ezután visszatértek a hajójukra, magukkal véve a hivatalban talált összes iratot és tervrajzot. A titkos iratok tanulmányozásával megtudták, hol vannak elrejtve a fegyverek és a pótalkatrészek. 15:00-kor újra csónak érkezett a partra és a németek az összes elrejtett eszköz, puskák és lőszerkészletek átadását követelték. Ezek 9-10 láda technikai eszközt, több mint 20 puskát és közel 20 000 lőszert tettek ki a brit beszámolók szerint. (A német jelentések szerinti adatok ettől kisebb-nagyobb mértékben eltértek, lásd Schönberg sorhajókapitány jelentését lejjebb.)
A Titania a part előtt haladva átvágta és el vontatta a kábeleket (Előbb a Kanadába, majd a Fidzsire futót.) Ezután a két német hajó nyugati irányba távozott.
A németeket a britek nagyon udvariasnak írták le. Egyikük például ezekkel a szavakkal kért vágóeszközt: „Lenne olyan kedves és szerezne nekem egy fűrészt?” ("Would you be so kind as to get me a saw?") Amint eleget tettek a kérésének hozzálátott a zászlórúd átvágásának. Az egyik tiszt ekként szólt: „Sajnálom, Uraim, de háború van.” ("I am sorry, gentlemen, but this is war.")  – majd a fejszéjét belevágta a jelerősítőbe mintegy 2000 £ kárt okozva a mozdulattal.
Az akció kivitelezéséről Schönberg a következő jelentést tette:

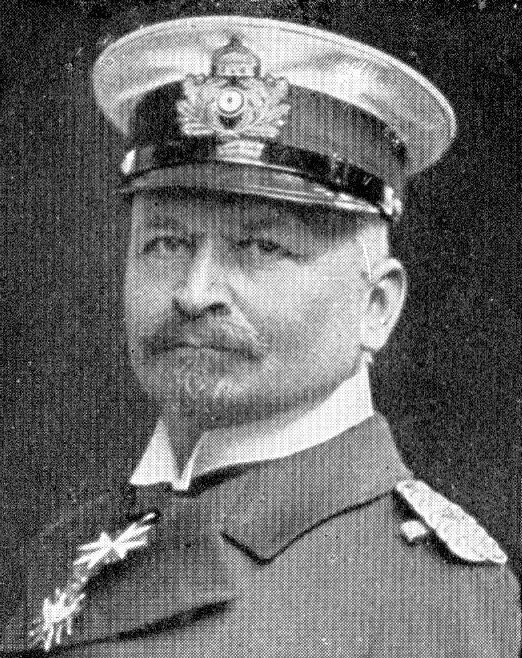
Karl von Schönberg sorhajókapitány

„Szeptember 7-én, az éj utolsó óráiban a Hold fényénél ki lett kémlelve a sziget; pirkadatkor a hajó Englisch-Harbour előtt állt és miután itt nem lett észlelve semmi, gyorsan Whaler Anchorage-hez ment. A Gröbenschütz tengerészfőhadnagy vezette felfegyverzett kutter teljesen meglepte az állomást. A partraszállásukkor [a cirkálón] a német hadilobogó lett felvonva, míg addig a francia zászló lobogott. Az állomást figyelmeztették, hogy az S. M. S. „Leipzig” vagy „Nürnberg” részéről lehetséges egy ellene intézett támadás. 3 óra 30 perckor a következő jelzés lett leadva a kábelen keresztül: „Gyanús hajó a láthatáron.” 6 órakor: „Gyanús hajó egy francia cirkáló, a fedélzetére szállok.” A kábelház és a kábelállomás az akkumulátorokkal együtt tönkre lettek téve, a kábel szárazföldön és tengerben futó része fel lett robbantva és el lett vágva, a zászlórúd (ami a megközelítéshez szolgált jelzésül) el lett fektetve, a bója el lett süllyesztve. Minden szolgálati könyv és dokumentum valamint a kassza le lett foglalva. A szárazföldre tett egységeket v. Bülow sorhajóhadnagy, Eidam tengerészfőhadnagy és Schack tartalékos tengerészhadnagy vezették.
Eközben az S. M. S. „Titania” hozzákezdett a kábelek elvágásához és elvontatásához. A titkos iratok átnézésekor kiderült, hogy hiányzik valamennyi pénz és vannak fegyverek és lőszerek [a szigeten], továbbá az is, hogy mozgósítási intézkedésként egy készlet pótalkatrész lett elásva. Ezeket a tárgyakat és a kábelek elhelyezkedését pontosan ábrázoló térképeket Berendt tengerészfőhadnagy a fedélzetre hozta. A könyveken, térképeken, leveleken és levélbélyegeken kívül a fedélzetre lett hozva még: 21 modern tárral rendelkező puska mintegy 13 000 darab lőszerrel; 720 font sterling, 2 shilling, 6 penny készpénz (átszámítva 14 690 Márka 55 Pfennig értékben).
Délután 3 óra 50 perckor az S. M. S. „Titania” a második kábelt is elvontatta, ami után 270° irányban hajózott el.
Az állomás vezetője az elsőtiszten keresztül köszönte meg a partra szállt legénység és a tisztek kifogástalan viselkedését.”

## Következmények
A támadás következtében a kommunikációs állomás távírója két hónapra vált használhatatlanná. Legközelebb november 6-án tudott ismét jelet leadni.
A Nürnberg az akció utáni napokban több rádiójelet is vételezett, melyek arra engedtek következtetni, hogy a briteket megrémítette a támadás. Az aggodalom, ami Spee hajórajának tartózkodása körüli bizonytalanságból fakadt és amitől eddig csak a kelet-ázsiai vizeket érezték veszélyeztetettnek, már Ausztráliára is átterjedt.